# Al Merreikh Sporting Club
Maillots
Actualités
Al-Merreikh Sporting Club (en arabe : نادي المريخ الرياضي), plus couramment abrégé en Al-Merreikh, est un club soudanais de football fondé en 1927 et basé dans la ville de Omdourman.
Appelé souvent Al Merreikh Omdurman dans les compétitions internationales, il constitue à côté de son rival Al Hilal Club, l'un des deux grands clubs du Soudan.

## Histoire
- Lors de la saison 2024-2025, le club joue dans le championnat de Mauritanie en raison de la guerre civile au Soudan

## Palmarès
| National | Régional | International |
| --- | --- | --- |
| - Championnat du Soudan (19) : - Champion : 1970, 1972, 1974, 1977, 1982, 1985, 1990, 1993, 1997, 2000, 2001, 2002, 2008, 2011, 2013, 2015, 2018, 2019, 2020 - Vice-champion : 1968, 1969, 1973, 1983, 1984, 1986, 1988, 1991, 1992, 1994, 1998, 2003, 2004, 2005, 2006, 2007, 2009, 2010, 2012, 2015, 2016, 2017, 2021 - Coupe du Soudan (25) : - Vainqueur : 1963, 1970, 1971, 1972, 1974, 1983, 1984, 1985, 1986, 1988, 1991, 1993, 1994, 1996, 2001, 2005, 2006, 2007, 2008, 2010, 2012, 2013, 2014, 2015 et 2018 - Finaliste : 1997, 1998, 2002, 2004, 2009 et 2011 | - Championnat de Khartoum (17) : - Champion : 1954, 1956, 1962, 1966, 1968, 1972, 1975, 1980, 1981, 1983, 1985, 1986, 1991, 1992, 1994, 1996, 1997 | - Coupe des coupes de la CAF (1) : - Vainqueur : 1989 - Ligue des champions de la CECAFA (3) : - Vainqueur : 1986, 1994 et 2014 - Coupe de la confédération : - Finaliste : 2007 |

## Personnalités du club

### Présidents
Al-Merreikh a eu de nombreux présidents au cours de son histoire, dont nombreux furent également les propriétaires, ou encore des anciens joueurs du club.
- Khaled Abdullah
- Sulaiman Atabani
- Mohammed Khair Ali
- Mohammed Ali Bakhiet
- Yousif Omer Agha
- Mohammed Bashier Fourawy
- Mohammed Sherrief Ahmed
- Ishag Shadad
- Dr Mohammed Saeed Bayiomy
- Bashier Hassan Bashier
- Ibrahim Mohammed Ahmed
- Fahmy Sulaiman
- Yousif Abusamra
- Abdulrahim Osman Saleh
- Dr Mohammed Alfatih
- Badawy Mohammed Osman
- Awad Abuzeid
- Abdulrahman Shakhour
- Mahadi Alfaki
- Hassan Abu-ala'ila
- Fouad Altoum
- Abdulaziz Shiddou
- Khalid Hassan Abbas
- Abdulhamid Haggoug
- Mahil Abu Ginna
- Dr Tag Alsir Mahgoub
- Mohammed Eliyas mahgoub
- Gamal Alwali

### Entraîneurs
- Mansour Ramadan
- John Manang
- Marco Cunha
- Ahmed Rifaat
- Horest
- Branco Tucak
- Arnest Roder
- Senad Kreso
- Dušan
- Ion Motroc
- Mahmoud Saad
- Otto Pfister
- Michael Krüger
- Rodion Gačanin
- Mohammed Abdallah Mazda
- Jose Luis Carbone
- Luc Eymael
- Diego Garzitto
- Ghazi Ghrairi

### Anciens joueurs
- Alaa Abdul-Zahra
- Lassana Fané
- Boubacar Koné
- Endurance Idahor
- Stephen Worgu
- Jean-Paul Abalo
- Mehdi Ben Dhifallah
- Haythem Mrabet
- Abdelkarim Nafti
- Jonas Sakuwaha